# John Flavel
John Flavel (1627 – 1691) foi um pastor e escritor presbiteriano puritano inglês.

## Vida
Primogênito do Rev. Richard Flavel, John Flavel nasceu por volta de 1627 em Bromsgrove. Foi descrito como um "pastor sofredor e eminente". Residiu em Bromsgrove, Worcestershire, Hasler e Willersey, Gloucestershire (de onde foi expulso pela última vez em 1662).
Foi instruído em escolas de seu bairro, tendo ingressado na Universidade de Oxford, onde ficou conhecido por seu talento e diligência, gozando de boa reputação.
Aos 27 de abril de 1650, o Comitê Permanente de Devon enviou Flavel para uma paróquia em Avon, cujo pastor, Rev. Walplate estivera enfermo. Em 17 de outubro de 1650, após exame e pregação de um 'sermão experimental', ele foi ordenado assistente do Rev. Walplate. Ele continuou a ministrar naquela paróquia por cerca de seis anos, sucedendo ao pastor titular quando de seu falecimento, e tornando-se muito querido pelo povo, não apenas por sua seriedade, mas por seu trato fácil com eles na questão dos dízimos.
Mudou-se, em 1656, para Dartmouth, embora os emolumentos da paróquia de Avon fossem mais elevados. Com a aprovação do Ato de Uniformidade de 1662, ele foi expulso, mas continuou a pregar em particular até que o Ato de Cinco Milhas o expulsou de Dartmouth.
Flavel manteve-se o mais próximo possível, porém, mudando-se para Slapton, a oito quilômetros de distância, e lá pregava duas vezes por domingo. Com a concessão da indulgência de 1671, ele retornou a Dartmouth e continuou a pastorear por lá, mesmo depois de a liberdade para fazê-lo ter sido cassada.
No final, viu-se obrigado a mudar-se para Londres, viajando por mar e tendo escapado, por pouco, de um naufrágio durante uma tempestade, que teria cessado após suas orações.
Descobrindo que estaria mais seguro em Dartmouth, Flavel voltou para lá e reunia-se com seu povo todas as noites em sua própria casa, até que em 1687, com o relaxamento das leis penais, construíram uma casa de reunião para ele. Pouco antes de sua morte, foi moderador em uma reunião de pastores dissidentes realizada em Topsham.

## Morte
John Flavel morreu repentinamente, após um derrame, em 26 de junho de 1691, em Exeter, e foi enterrado no cemitério de Dartmouth.

## Família
Flavel contraiu quatro matrimônios no decorrer da sua vida: o primeiro foi com Jane Randal; o segundo casamento foi com Elizabeth Morries; o terceiro, com Ann Downe; e, por último, o quarto foi com uma filha do Rev. George Jeffries.

## Trabalhos escritos
Flavel foi um escritor popular em sua época, com obras robustas e numerosas. Suas obras são:
- Navegação Espiritualizada, Londres 1664.
- Antipharmacum Saluberrimum, ou uma advertência séria e oportuna a todos os santos nesta hora de tentação . 1664.
- Notícias de Roma ou Alarme da Inglaterra . 1667.
- Realmente um Santo, Londres 1668.
- Criação Espiritualizada, Londres 1669.
- A Fonte da Vida Aberta, ou uma Exposição de Cristo em sua Glória Essencial e Mediatorial, contendo quarenta e dois sermões, Londres 1672.
- Um símbolo para enlutados, Londres 1674.
- O companheiro do marinheiro, Londres 1676.
- Um patético e sério dissuasor dos horríveis e detestáveis pecados de embriaguez, palavrões, impureza, esquecimento de misericórdias, violação de promessas e desprezo ateísta pela morte . 1677
- Conduta Divina, ou o Mistério da Providência Aberto, Londres 1678, 1814, 1822.
- A Pedra de Toque da Sinceridade, Londres 1679.
- Meditações sacramentais sobre diversos lugares selecionados das Escrituras, Londres 1679.
- Uma Tabela ou Esquema dos Pecados e Deveres dos Crentes . 1679
- Um relato fiel e sucinto de algumas libertações marítimas tardias e maravilhosas . 1679.
- O Método da Graça na Redenção do Evangelho, Londres 1680.
- Um Tratado Prático do Medo, onde seus vários tipos, usos, causas, efeitos e remédios são claramente abertos e prescritos, Londres 1682.
- O Refúgio do Homem Justo, Londres 1682.
- Preparativos para os sofrimentos ou o melhor trabalho nos piores tempos, Londres 1682.
- Pneumatologia, um Tratado da Alma do Homem, Londres 1685.
- O Bálsamo da Aliança aplicado nas Feridas Sangrantes dos Santos aflitos . 1688
- O dever da Inglaterra sob o atual Evangelho Liberty, Londres 1689.
- Monte Pisgah, ou um Sermão de Ação de Graças pela Entrega da Inglaterra do Papado, Londres 1689.
- A razoabilidade da reforma pessoal e a necessidade de conversão, Londres 1691.
- Vindiciarum Vindex, ou uma refutação da tréplica fraca e impertinente do Sr. Philip Carey (um importante anabatista em Dartmouth). 1691.
- Uma Exposição do Catecismo da Assembleia, Londres 1692.
- Planelogia, um discurso sucinto e oportuno sobre as ocasiões, causas, natureza, ascensão, crescimento e remédios para erros mentais .
- Unidade do Evangelho recomendada às Igrejas de Cristo .
- Vindiciæ Legis et Fœderis .
- Uma Conferência Familiar entre um Ministro e um Cristão duvidoso a respeito do Sacramento da Ceia do Senhor .

Edições dos escritos de Flavel apareceram mais de 720 vezes desde 1664 até os dias atuais.